# 2012-es OFC-nemzetek kupája
A 2012-es OFC-nemzetek kupája a kilencedik óceániai kontinenstorna volt. A torna selejtezője egyben a 2014-es labdarúgó-világbajnokság óceániai selejtezőjének 1. fordulója, a csoportköre pedig a világbajnokság óceániai selejtezőjének 2. fordulója is. A négy elődöntős csapat a világbajnokság óceániai selejtezőjének harmadik fordulójába került, amelynek győztese interkontinentális pótselejtezőt játszhat.
A tornát a Salamon-szigeteken rendezték. A végső győztes Tahiti lett, története során először nyerte meg az OFC-nemzetek kupáját.

## Lebonyolítás
A torna selejtezője eredetileg a 2011-es dél-csendes-óceáni játékok lett volna. 2011 júniusában a lebonyolítást módosították, a dél-csendes-óceáni játékok nem része a világbajnokság selejtezőjének. Az új lebonyolítás szerint a négy legalacsonyabban rangsorolt óceániai válogatott selejtezőt játszott 2011. november 22–26. között. A selejtezőben a négy csapat egyetlen csoportot alkotott, mindegyik csapat csak egyszer játszott a másik három válogatottal. A győztes Szamoa továbbjutott az OFC-nemzetek kupájára, ahol csatlakozik a további hét csapathoz. Az OFC-nemzetek kupáját 2012. június 3–11. között rendezik a Fidzsi-szigeteken.
A 2012-es OFC-nemzetek kupájának győztese részt vesz a 2013-as konföderációs kupán. Ez a lebonyolítási forma eltér a 2010-es világbajnokság selejtezőjétől. A 2010-es világbajnokság selejtezőjében az OFC-nemzetek kupája győztese az interkontinentális pótselejtezőn, valamint a selejtezőt követően a konföderációs kupán is részt vehetett. A 2014-es selejtezőn az OFC-nemzetek kupája győztese és az interkontinentális pótselejtezőn részt vevő csapat különböző is lehet.

## Kiemelés
A kiemelést a 2011. júliusi FIFA-világranglista alapján végezték.
A csapatok a következők szerint vesznek részt a tornán:
- Az 1–7. helyezettek a selejtezőben nem vesznek részt, közvetlenül az OFC-nemzetek kupája résztvevői.
- A 8–11. helyezettek selejtezőt játszanak. A selejtező egyben a 2014-es labdarúgó-világbajnokság óceániai selejtezőjének első fordulója.

| Kiemelve (1–7. helyezettek)                                                                                 | Az selejtező résztvevői (8–11. helyezettek)            |
| --- | ------------------------------------------------------ |
| 1. Új-Zéland 2. Fidzsi-szigetek 3. Új-Kaledónia 4. Vanuatu 5. Salamon-szigetek 6. Tahiti 7. Pápua Új-Guinea | 1. Szamoa 2. Tonga 3. Cook-szigetek 4. Amerikai Szamoa |

## Selejtezők
A selejtező egyben a 2014-es labdarúgó-világbajnokság óceániai selejtezőjének első fordulója volt.
| Színmagyarázat                                                                    |
| --------------------------------------------------------------------------------- |
| A csoport első helyezettje továbbjut a 2012-es OFC-nemzetek kupája csoportkörébe. |
| A csoport 2–4. helyezettjei kiesnek.                                              |

| Csapat          | M | Gy | D | V | G+ | G– | Gk | P |
| --------------- | - | -- | - | - | -- | -- | -- | - |
| Szamoa          | 3 | 2  | 1 | 0 | 5  | 3  | +2 | 7 |
| Tonga           | 3 | 1  | 1 | 1 | 4  | 4  | 0  | 4 |
| Amerikai Szamoa | 3 | 1  | 1 | 1 | 3  | 3  | 0  | 4 |
| Cook-szigetek   | 3 | 0  | 1 | 2 | 4  | 6  | –2 | 1 |

A mérkőzéseket 2011. november 22–26. között játszották le.

## Sorsolás
Az „A-kalapba” a kiemelési rangsor 1–4. helyezettjei, a „B-kalapba” a rangsor 5–7. helyezettjei, valamint a selejtező továbbjutója került. A csoportok sorsolását 2011. július 30-án tartották Rio de Janeiroban.
| A-kalap                                                | B-kalap                                                    |
| ------------------------------------------------------ | ---------------------------------------------------------- |
| - Új-Zéland - Fidzsi-szigetek - Új-Kaledónia - Vanuatu | - Salamon-szigetek - Tahiti - Pápua Új-Guinea - Szamoa (T) |

Jegyzet
- T: Az 1. selejtezőkörből továbbjutott csapat, a sorsoláskor nem volt ismert.

## Csoportkör

### A csoport
| Hely. | Csapat       | M | Gy | D | V | G+ | G– | Gk  | P | Továbbjutás                                                                        |
| ----- | ------------ | - | -- | - | - | -- | -- | --- | - | ---------------------------------------------------------------------------------- |
| 1.    | Tahiti       | 3 | 3  | 0 | 0 | 18 | 5  | +13 | 9 | Továbbjutott az egyenes kieséses szakaszba és az óceániai selejtező 3. fordulójába |
| 2.    | Új-Kaledónia | 3 | 2  | 0 | 1 | 17 | 6  | +11 | 6 | Továbbjutott az egyenes kieséses szakaszba és az óceániai selejtező 3. fordulójába |
| 3.    | Vanuatu      | 3 | 1  | 0 | 2 | 8  | 9  | −1  | 3 |                                                                                    |
| 4.    | Szamoa       | 3 | 0  | 0 | 3 | 1  | 24 | −23 | 0 |                                                                                    |

| 2012. június 1. 12:00 (UTC+11) |

| Szamoa   | 1–10              | Tahiti                                                                               |
| -------- | ----------------- | ------------------------------------------------------------------------------------ |
| Malo 70' | (0–4) Jegyzőkönyv | L. Tehau 7' 83' 84' 86' J. Tehau 17' 78' A. Tehau 19' 40' T. Tehau 54' Chong Hue 60' |

| Lawson Tama Stadion, Honiara Nézőszám: 3000 Játékvezető: Gerald Oiaka (Salamon-szigeteki) |

| 2012. június 1. 15:00 (UTC+11) |

| Vanuatu                | 2–5               | Új-Kaledónia                                   |
| ---------------------- | ----------------- | ---------------------------------------------- |
| Tasso 52' Naprapol 61' | (0–1) Jegyzőkönyv | Kaï 32' 58' 76' Gope-Fenepej 66' R. Kayara 87' |

| Lawson Tama Stadion, Honiara Játékvezető: Peter O’Leary (új-zélandi) |

| 2012. június 3. 12:00 (UTC+11) |

| Vanuatu                                                      | 5–0               | Szamoa |
| ------------------------------------------------------------ | ----------------- | ------ |
| Naprapol 29' B. Kaltack 45+1' Malas 47' Tasso 74' Vava 90+3' | (2–0) Jegyzőkönyv |        |

| Lawson Tama Stadion, Honiara Játékvezető: John Saohu (Salamon-szigeteki) |

| 2012. június 3. 17:00 (UTC+12) |

| Tahiti                                                     | 4–3               | Új-Kaledónia                 |
| ---------------------------------------------------------- | ----------------- | ---------------------------- |
| A. Tehau 19' Vallar 28' (11-esből) L. Tehau 34' Degage 86' | (3–0) Jegyzőkönyv | Bako 76' Haeko 83' Kauma 89' |

| Lawson Tama Stadion, Honiara Játékvezető: Chris Kerr (új-zélandi) |

| 2012. június 5. 17:00 (UTC+12) |

| Új-Kaledónia                                                                           | 9–0               | Szamoa |
| -------------------------------------------------------------------------------------- | ----------------- | ------ |
| R. Kayara 10' Haeko 11' 45+1' 71' 89' 90+1' Kabeu 22' Ixoée 25' (11-esből) Gnipate 44' | (6–0) Jegyzőkönyv |        |

| Lawson Tama Stadion, Honiara Játékvezető: Gerald Oiaka (Salamon-szigeteki) |

| 2012. június 5. 17:00 (UTC+12) |

| Tahiti                                                       | 4–1               | Vanuatu     |
| ------------------------------------------------------------ | ----------------- | ----------- |
| Vallar 15' (11-esből) J. Tehau 38' A. Tehau 57' T. Tehau 87' | (2–0) Jegyzőkönyv | Tasso 90+4' |

| Lawson Tama Stadion, Honiara Játékvezető: Peter O’Leary (új-zélandi) |

### B csoport
| Hely. | Csapat           | M | Gy | D | V | G+ | G– | Gk | P | Továbbjutás                                                                        |
| ----- | ---------------- | - | -- | - | - | -- | -- | -- | - | ---------------------------------------------------------------------------------- |
| 1.    | Új-Zéland        | 3 | 2  | 1 | 0 | 4  | 2  | +2 | 7 | Továbbjutott az egyenes kieséses szakaszba és az óceániai selejtező 3. fordulójába |
| 2.    | Salamon-szigetek | 3 | 1  | 2 | 0 | 2  | 1  | +1 | 5 | Továbbjutott az egyenes kieséses szakaszba és az óceániai selejtező 3. fordulójába |
| 3.    | Fidzsi-szigetek  | 3 | 0  | 2 | 1 | 1  | 2  | −1 | 2 |                                                                                    |
| 4.    | Pápua Új-Guinea  | 3 | 0  | 1 | 2 | 2  | 4  | −2 | 1 |                                                                                    |

| 2012. június 2. 12:00 (UTC+11) |

| Fidzsi-szigetek | 0–1               | Új-Zéland |
| --------------- | ----------------- | --------- |
|                 | (0–1) Jegyzőkönyv | Smith 11' |

| Lawson Tama Stadion, Honiara Nézőszám: 15 000 Játékvezető: Isidore Assiene-Ambassa (új-kaledóniai) |

| 2012. június 2. 15:00 (UTC+11) |

| Salamon-szigetek | 1–0               | Pápua Új-Guinea |
| ---------------- | ----------------- | --------------- |
| Totori 5'        | (1–0) Jegyzőkönyv |                 |

| Lawson Tama Stadion, Honiara Nézőszám: 15 000 Játékvezető: Norbert Hauata (tahiti) |

| 2012. június 4. 12:00 (UTC+11) |

| Pápua Új-Guinea     | 1–2               | Új-Zéland          |
| ------------------- | ----------------- | ------------------ |
| Hans 89' (11-esből) | (0–1) Jegyzőkönyv | Smeltz 2' Wood 52' |

| Lawson Tama Stadion, Honiara Nézőszám: 3000 Játékvezető: Bruce George (vanuatui) |

| 2012. június 4. 15:00 (UTC+11) |

| Fidzsi-szigetek | 0–0         | Salamon-szigetek |
| --------------- | ----------- | ---------------- |
|                 | Jegyzőkönyv |                  |

| Lawson Tama Stadion, Honiara Nézőszám: 12 000 Játékvezető: Kader Zitouni (tahiti) |

| 2012. június 6. 12:00 (UTC+11) |

| Pápua Új-Guinea | 1–1               | Fidzsi-szigetek |
| --------------- | ----------------- | --------------- |
| Jack 85'        | (0–1) Jegyzőkönyv | Dunadamu 14'    |

| Lawson Tama Stadion, Honiara Játékvezető: Kader Zitouni (tahiti) |

| 2012. június 6. 15:00 (UTC+11) |

| Új-Zéland | 1–1               | Salamon-szigetek |
| --------- | ----------------- | ---------------- |
| Wood 14'  | (1–0) Jegyzőkönyv | Totori 57'       |

| Lawson Tama Stadion, Honiara Játékvezető: Norbert Hauata (tahiti) |

## Egyenes kieséses szakasz
|  |                  |                  |              |               |   |        |        |       |
|  | Elődöntők        | Elődöntők        | Elődöntők    |               |   | Döntő  | Döntő  | Döntő |
|  | Elődöntők        | Elődöntők        | Elődöntők    |               |   | Döntő  | Döntő  | Döntő |
|  | június 8.        |                  |              |               |   |        |        |       |
|  |                  |                  |              |               |   |        |        |       |
|  | Tahiti           | Tahiti           | 1            |               |   |        |        |       |
|  | Tahiti           | Tahiti           | 1            | június 10.    |   |        |        |       |
|  | Salamon-szigetek | Salamon-szigetek | 0            |               |   |        |        |       |
|  | Salamon-szigetek | Salamon-szigetek | 0            |               |   | Tahiti | Tahiti | 1     |
|  | június 8.        |                  |              |               |   | Tahiti | Tahiti | 1     |
|  |                  |                  | Új-Kaledónia | Új-Kaledónia  | 0 |        |        |       |
|  | Új-Zéland        | Új-Zéland        | Új-Kaledónia | Új-Kaledónia  | 0 | 0      |        |       |
|  | Új-Zéland        | Új-Zéland        |              |               |   |        |        |       |
|  | Új-Kaledónia     | Új-Kaledónia     | 2            |               |   |        |        |       |
|  | Új-Kaledónia     | Új-Kaledónia     | 2            | Bronzmérkőzés |   |        |        |       |
|  |                  |                  |              |               |   |        |        |       |
|  | június 10.       |                  |              |               |   |        |        |       |
|  |                  |                  |              |               |   |        |        |       |
|  | Salamon-szigetek | Salamon-szigetek | 3            |               |   |        |        |       |
|  | Salamon-szigetek | Salamon-szigetek | 3            |               |   |        |        |       |
|  | Új-Zéland        | Új-Zéland        | 4            |               |   |        |        |       |
|  | Új-Zéland        | Új-Zéland        | 4            |               |   |        |        |       |

### Elődöntők
| 2012. június 8. 11:00 (UTC+11) |

| Tahiti       | 1–0               | Salamon-szigetek |
| ------------ | ----------------- | ---------------- |
| J. Tehau 16' | (1–0) Jegyzőkönyv |                  |

| Lawson Tama Stadion, Honiara Játékvezető: Peter O’Leary (új-zélandi) |

| 2012. június 8. 15:00 (UTC+11) |

| Új-Zéland | 0–2               | Új-Kaledónia               |
| --------- | ----------------- | -------------------------- |
|           | (0–0) Jegyzőkönyv | Kai 60' Gope-Fenepej 90+2' |

| Lawson Tama Stadion, Honiara Játékvezető: Norbert Hauata (tahiti) |

### Bronzmérkőzés
| 2012. június 10. 11:00 (UTC+11) |

| Salamon-szigetek          | 3–4               | Új-Zéland                     |
| ------------------------- | ----------------- | ----------------------------- |
| Teleda 48' Totori 54' 88' | (0–3) Jegyzőkönyv | Wood 11' 25' 30' Smeltz 90+4' |

| Lawson Tama Stadion, Honiara Játékvezető: Kader Zitouni (tahiti) |

### Döntő
| 2012. június 10. 15:00 (UTC+11) |

| Tahiti        | 1–0               | Új-Kaledónia |
| ------------- | ----------------- | ------------ |
| Chong Hue 11' | (1–0) Jegyzőkönyv |              |

| Lawson Tama Stadion, Honiara Játékvezető: Peter O’Leary (új-zélandi) |

| A 2012-es OFC-nemzetek kupája győztese |
| -------------------------------------- |
| · Tahiti · 1. cím                      |

## Gólszerzők
6 gólos
- Jacques Haeko

5 gólos
| - Chris Wood | - Lorenzo Tehau |  |

4 gólos
| - Bertrand Kaï - Benjamin Totori | - Alvin Tehau | - Jonathan Tehau |

3 gólos
| - Robert Tasso |

2 gólos
| - Georges Gope-Fenepej - Roy Kayara - Shane Smeltz | - Steevy Chong Hue - Teaonui Tehau | - Nicolas Vallar - Jean Nako Naprapol |  |

1 gólos
| - Maciu Dunadamu - Marius Bako - Kalaje Gnipate - Judikael Ixoée - Iamel Kabeu | - Dick Kauma - Tommy Smith - Neil Hans - Kema Jack - Silao Malo | - Himson Teleda - Roihau Degage - Brian Kaltack - Derek Malas - Freddy Vava |

## Díjak
A következő díjakat osztották ki:
- Golden Ball (legjobb játékos):  Nicolas Vallar
- Golden Boot (gólkirály):  Jacques Haeko
- Golden Glove (legjobb kapus):  Rocky Nyikeine
- Fair Play-díj:  Salamon-szigetek